# Zerrenstallbach
| Zuläufe und Bauwerke \| Zerrenstallbach \| Zerrenstallbach \| Zerrenstallbach \| \| ---------------- \| --------------- \| ---------------- \| \| Legende \| \| \| \| \| \| \| \| \| \| \| \| \| \| \| \| \| \| \| \| \| \| \| \| \| \| \| \| \| \| \| \| \| \| \| \| \| \| \| \| \| \| \| \| \| \| \| \| \| \| \| \| \| \| \| \| Zollern-Alb-Bahn \| \| Zollern-Alb-Bahn \| \| Eyach \| \| \| |  |                  |
| Zerrenstallbach |  |                  |
| Legende |  |                  |
| |  |                  |
| |  |                  |
| |  |                  |
| |  |                  |
| |  |                  |
| |  |                  |
| |  |                  |
| |  |                  |
| |  |                  |
| |  |                  |
| |  |                  |
| |  |                  |
| |  |                  |
| Zollern-Alb-Bahn |  | Zollern-Alb-Bahn |
| Eyach |  |                  |

Der Zerrenstallbach ist ein etwa 3,6 km langer, südlicher und linker Zufluss der Eyach im baden-württembergischen Zollernalbkreis.

## Geographie

### Verlauf
Der Zerrenstallbach entspringt am Albtrauf nördlich des Meßstettener Stadtteils Tieringen im Gewann Untereck auf einer Höhe von ca. 880 m ü. NHN. Von dort fließt er durch einen Wüterichgraben genannten Tobel nordwärts. Im Ober- und Mittellauf nimmt er zahlreiche namenlose Quellbäche von beiden Hängen des Tals auf.
Er mündet westlich von Laufen an der Eyach auf 582 m ü. NHN von links und Süden in die Eyach.
Der 2,2 km lange Lauf des Zerrenstallbachs endet 297 Höhenmeter unterhalb seiner Quelle, er hat somit ein mittleres Sohlgefälle von etwa 13 %.

## Naturschutz und Schutzgebiete
Der Zerrenstallbach entspringt im Naturschutzgebiet Untereck und im FFH-Gebiet Östlicher Großer Heuberg. Der Bach fließt bis zur Eisenbahnbrücke durch das Landschaftsschutzgebiet Albstadt-Bitz und mündet in einem weiteren Teilgebiet des FFH-Gebiets Östlicher Großer Heuberg.

### LUBW
Amtliche Online-Gewässerkarte mit passendem Ausschnitt und den hier benutzten Layern: Lauf und Einzugsgebiet des Zerrenstallbachs

Allgemeiner Einstieg ohne Voreinstellungen und Layer: Daten- und Kartendienst der Landesanstalt für Umwelt Baden-Württemberg (LUBW) (Hinweise)
1. ↑  Höhe nach dem Höhenlinienbild auf dem Hintergrundlayer Topographische Karte.
2. ↑  Höhe nach grauer Beschriftung auf dem Hintergrundlayer Topographische Karte.
3. ↑  Länge nach dem Layer Gewässernetz (AWGN).
4. ↑  Schutzgebiete nach den einschlägigen Layern, Natur teilweise nach dem Layer Biotop.